# 許家豪
許家豪（1977年7月19日—），綽號魔王，台灣健美運動員，曾經拿過9屆台灣重量級冠軍、4屆全場總冠軍，在東森綜合台《百戰大勝利》以「傻魔王」稱號走紅，為300壯士跨時代健身房創辦人，曾任周杰倫的私人健身教練。